# Ivars Godmanis
Ivars Godmanis (Riga, 27 de novembro de 1949) é um físico, químico e político letão que serviu como primeiro-ministro da Letônia por 2 mandatos: entre 1990 e 1993 após o país obter sua independência da União Soviética e posteriormente  entre 2007 e 2009.

## Carreira política

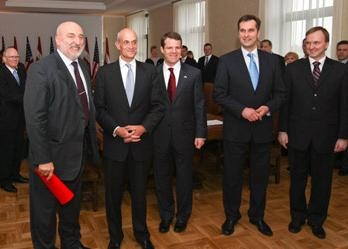
Ivars Godmanis (à esquerda) em reunião do governo letão com representantes dos EUA.

### Primeiro mandato (1990-1993)
Godmanis serviu como primeiro-ministro de 1990 a 1993, concentrando-se principalmente na difícil transição da Letônia, de uma economia comunista para uma economia capitalista. Mais tarde, serviu como Ministro das Finanças entre 1998 e 1999. 

### Filiação partidária
Embora originalmente associado com a Frente Popular da Letónia, que mais tarde mudou para o partido Caminhada da Letônia, do qual é agora presidente. Em novembro de 2006, após eleições que possibilitaram o Partido Caminhada da Letónia retornou ao Parlamento, Godmanis tornou-se no Ministro do Interior.

### Segundo mandato (2007-2009)
Em 14 de dezembro de 2007, Godmanis foi nomeado primeiro-ministro pelo Presidente Valdis Zatlers. Ele foi aprovado pelo Parlamento em 20 de dezembro, com 54 votos a favor e 43 contra.